# Pedro Ordóñez
Pedro Ordóñez (Plasencia, c. 1510 - Palencia, 5 de mayo de 1585) fue un compositor y maestro de capilla español, cantor de la Capilla de música Pontificia, donde ingresó el 20 de abril de 1539, llegando a ser abad de la misma («creatus novus abbas») el 11 de enero de 1545.

## Vida
Pedro Ordóñez posiblemente nació en Plasencia, hacia finales de la década de 1510. Hermano menor de Alonso Ordóñez y de Rodrigo Ordóñez, ambos posteriormente maestros de capilla. De hecho, Pedro Ordóñez ingresó como infante del coro en la Catedral de Santiago de Compostela el 23 de diciembre de 1534, fecha en la que Alonso era maestro de capilla, por lo que Pedro fue alumno de su hermano Alonso. Sin embargo, es posible que anteriormente estudiase en Plasencia con el maestro Cristóbal de Morales y siguiese a su hermano a Santiago de Compostela cuando este fue nombrado para el magisterio. Es incluso posible que Pedro siguiese a su hermano a Palencia y que allí fuese nombrado sacerdote, pero no hay constancia documental.

### Estancia en Roma
El 29 de abril de 1539, fue admitido en el coro de la Capilla Pontificia de Roma en calidad de cantor bajo. Baños fue sustituido en alguna ocasión por Sánchez y por Charles d'Argentilly, lo que no deja dudas de que era un bajo.
Ordóñez obtuvo un cierto prestigio entre el contingente español en Roma —Calasanz, Escobedo, Morales, Sánchez—, por lo que el 15 de enero de 1540 fue elegido para interceder ante el Papa por Sánchez, que había sido encarcelado por haber golpeado a otro cantor. En 1540 fue multado por habérsele visto en la ciudad a pesar de haberse excusado de sus obligaciones por estar enfermo. Una fuerte discusión entre Ordóñez y el abbate en mayo de 1543 tuvo como consecuencia otra muslta, lo que se repitió en diciembre en otra discusión con Sánchez.
El 11 de enero de 1545, fue elegido abbas (tesorero) del coro durante un año, otro indicio de la confianza que se le tenía. Permaneció en Roma hasta por lo menos inicios de 1546 y por lo tanto no participó en la apertura del Concilio de Trento en diciembre de 1545, pero es posible fuese enviado a Trento después del 27 de enero de 1546. Su nombre desaparece de los Diarios Sixtinos hasta el 11 de marzo de 1548, cuando es nombrado junto con otros cuatro cantores papales por su estancia en Bolonia, a donde se había trasladado el Concilio en 1547. El 30 de mayo de 1549 abandonó con licencia Bolonia para visitar los baños de Padua para tratar su ciática y en agosto se encontraba en Venecia.
El 17 de noviembre de 1549 regresaba a Roma desde Bolonia. Durante esos años un manuscrito alaba su calidad musical:

Propter vocis modulationem numerorumque musicae artis concinnitatem, Tridentum cantoris ivit conditione, dum primum sacra synodus sub Pauli Papae III auspiciis celebretur
Por lo melodioso de su voz y lo elegante y armonioso de su canto asistió como cantor al concilio tridentino, cuando bajo los auspicios del papa Paulo III se reunió por primera vez el sínodo.

Continuó en Roma hasta por menos el 5 de enero de 1550. Los Diarios Sixtinos muestran un hueco entre enero de 1550 y enero de 1553, por lo que se desconoce la fecha exacta de su partida de Roma. Haberl, basándose en las actas de la Capilla Pontificia, afirma que Pedro Ordóñez falleció en noviembre de 1549, lo que ha sido desmentido por musicólogos más recientes, que identifican con seguridad a este Pedro Ordóñez cantor en Roma con el maestro de capilla de la Catedral de Palencia.

### Magisterio en Palencia
El 18 de julio de 1551 falleció el hermano, Alonso Ordóñez, maestro de la Catedral de Palencia. El cabildo envió a dos canónigos a Roma para ofrecer el magisterio a Pedro, que aceptó. El 24 de julio de 1551 Ordóñez fue nombrado maestro de capilla de la Catedral de Palencia.
Su estancia en Palencia fue la habitual de los maestros de capilla en catedrales de la época. Hubo algunas quejas menores por su descuido en la enseñanza de los infantes y la fidelidad en los ensayos, pero en general el cabildo se mostraba satisfecho con su maestro, mostrando las habituales ayudas de costa y aumentos de salario. En 1573 Ordóñez mostró interés por marcharse y el cabildo se apresuró a buscar los medios para que se quedase. El maestro pidió «que se le tenga respeto debido» y que se le hiciese «merced». Finalmente se le aumentó el salario en 15 000 maravedís anuales. A finales del año enfermó, pero debió recuperarse pronto, ya que a principios de 1574 ya realizaba sus obligaciones con normalidad.
El 30 de agosto de 1577 fue nombrado examinador diocesano de todos los clérigos de Palencia en el canto eclesiástico. El 26 de octubre de 1577 se instruyó a un comité de capítulos para un asistente capaz «debido a la edad y la infidelidad del maestro de capilla Pedro Ordoñez». Se decidió elegir a Tomé de Cabeza, bajón, para asistir al maestro, pero el 9 de abril de 1578 se jubiló a Ordoñez y se le otorgó una ración de merced «atento a la persona y méritos, y muchos años de servicio [...] y atento a su edad y enfermedades, y por aliviarle del gran trabajo que en servicio del magisterio de capilla tenía, y por le hacer bien y merced».
Ordóñez continuó realizando algunas tareas musicales en la capilla palenciana, como el examen de algunos músicos, y fue sucedido en el cargo el 10 de septiembre de 1578 por Juan Navarro Hispalensis.

## Obra
Solo se conservan dos obras publicadas por Pedro Ordóñez, ambas seculares. Se trata de dos sonetos adaptados para vihuela insertados en los folios 75-77 y 77-79 en El Parnasso de Esteban Daza (Valladolid, 1576). El primero, «Ay mudo soy hablando no puedo», es un lamento de un enamorado, y el segundo, «Ay furiosa cruel — Lebantaron muy alto», es un reproche a Fortuna y Cupido.
El hecho de que su hermano Alonso ocupara el mismo cargo que Pedro, implica que muchas de las composiciones firmadas como «Ordóñez» no pueden ser atribuidas con seguridad. Así por ejemplo, el bachiller Villalón, en su Ingeniosa comparación entre lo antiguo y lo moderno (1539), habla de «Ordóñez». Saldoni lo identifica con Pedro Ordóñez, pero es muy posible que por la fecha se tratase del hermano, Alonso.

Voluamos á la villa que se pone el sol, y hablemos de los músicos, que avn en nuestra edad no faltan varones de quien con gran ventaja podamos dezir. [...] Agora biue Matheo Fernández, Maestro de capilla de Nuestra Señora la Emperatriz, varón de gran sentido y admirable composición. Biue en Roma vn español que se llama Morales, maestro de las obras del Papa, vnico en la composición y boz. E Castillo, Maestro de capilla de la Yglesia de Çamora. En Santiago, Francisco Logroño, y en Palencia, Ordóñez.